# Mimomenyllus ochreithorax
Mimomenyllus ochreithorax là một loài bọ cánh cứng trong họ Cerambycidae.